# بيل ديلي
بيل ديلي (بالإنجليزية: Bill Daily)‏‏ (30 أغسطس 1927 - 4 سبتمبر 2018) هو ممثل وكوميدي أمريكي، ويُعرف لأعماله في كوميديا الموقف مثل آي دريم أوف جيني (مسلسل).

## روابط خارجية
- بيل ديلي على موقع IMDb (الإنجليزية)
- بيل ديلي على موقع روتن توميتوز (الإنجليزية)
- بيل ديلي على موقع ألو سيني (الفرنسية)
- بيل ديلي على موقع أول موفي (الإنجليزية)
- بيل ديلي على موقع قاعدة بيانات الأفلام السويدية (السويدية)
- بيل ديلي على موقع إن إن دي بي (الإنجليزية)
- بيل ديلي على موقع قاعدة بيانات الفيلم (الإنجليزية)
- بيل ديلي على موقع كينوبويسك (الروسية)